# Åndsdåb
Åndsdåb er en stærk oplevelse og nærvær af helligånden. Begrebet bruges særlig af pinsebevægelsen. At være åndsdøbt eller fyldt af helligånden er noget den kristne kan søge og modtage.
Åndsdåben er et urkristent fænomen og er omtalt i Bibelen i Apostlenes Gerninger, hvor disciplene modtager helligånden. Dette skete pinsedag i Jerusalem, efter Jesu himmelfart himmelfart. Der faldt ånden på disciplene og viste sig som ildtunger over disciplenes hoveder. Der hørtes lyd og disciplene kunne tale på andre tungemål (sprog) eftersom ånden bød dem at forkynde. Dette forandrede bange disciple til frimodige apostle. 3 000 mennesker omvendte sig på denne dag og hændelsen regnes som den kristne kirkes fødsel.[kilde mangler]
De åndsdøbte kristne fik en større frimodighed og glæde, og de modtog også åndelige gaver (nådegaver), der blev en manifestation på, at Gud var med dem.